# Juan Nicolás de Acha
Juan Nicolás de Acha y Cerragería (Respaldiza, 14 de agosto de 1824-Madrid, 19 de junio de 1899) fue un pintor y financiero español.

## Biografía
Natural de la localidad alavesa de Respaldiza, nació en el seno de una familia de alcurnia.
En la exposición que se celebró en Madrid en 1871, presentó un cuadro en el que se representaba el paraíso, de título El paraíso terrenal.
Se casó, ya en Madrid, con Elisa de Otañes y Llaguno. Dedicado en los últimos años de vida a la filantropía, se afanó en la creación del Instituto Oftalmológico de Madrid. Falleció en la capital el 19 de junio de 1899, a los 74 años. Como reconocimiento a su labor caritativa, en 1904 se crearía el marquesado de Acha, cuyo primer titular fue su hijo, Alberto de Acha y Otañes.